# بتروجلف مصر
بتروجلف مصر هي إحدى شركات قطاع البترول المصري والتي تأسست عام 2007 بموجب القانون رقم 93 لسنة 2007 لكي تقوم بالإستكشاف والتنقيب عن البترول والغاز الطبيعي.

## مناطق امتياز الشركة
تقع مناطق امتياز الشركة بخليج السويس في مدينة الغردقة:
- منطقة الإمتياز: 
  - جيسوم.
  - غرب طويلة بخليج السويس.
- التشريعات المنظمة:
  - القانون رقم 59 لسنة 1974.[3]
  - القانون رقم 152 لسنة 1981.[4]
  - القانون رقم 93 لسنة 2007.[5][1]
  - القانون رقم 103 لسنة 2013.[6]
  - القانون رقم 180 لسنة 2023.[7]

## الشركاء
- الهيئة المصرية العامة للبترول.[1][1][2]
- شركة بيكو جي أو إس للبترول المحدودة (بيكو «كايرون»).[1][2]
- شركة كوفبك (مصر) المحدودة.[1][2]

وتخضع الشركة لإشراف شركة جنوب الوادي المصرية القابضة للبترول

## رؤساء الشركة
- إسحاق سعد (سبتمبر 2024 - حتى الآن).
- عبد الوهاب المغوري (أبريل 2021 - سبتمبر 2024).[8]
- سامى عبد الفتاح سويلم (فبراير 2018 - مارس 2021).[9][10]
- شيرين غزلان (فبراير 2017 - ).[11]
- غريب عبد العاطي (يونيو 2013 - ).[12]
- محمد محمود بيضون ( - يونيو 2013).[13]
- مدحت حسن (فبراير 2010 - ).[14][15]
- ثروت أبو العينين ( - فبراير 2010).[14]